# Karan (Mali)
Karan è un comune urbano del Mali facente parte del circondario di Kangaba, nella regione di Koulikoro.